# نانویت
نانویت (انگلیسی: Navneet) شرکت نوشت‌افزار هندی است، که در سال ۱۹۵۰ تأسیس شد.